# Gładyszówka
Gładyszówka – potok w Beskidzie Niskim, prawobrzeżny dopływ Zdyni o długości 7,34 km.
Źródła na wysokości ok. 585 m n.p.m. pod bezimiennym działem wodnym pomiędzy Krzywą i Banicą. Spływa początkowo w kierunku zachodnim, a następnie południowo-zachodnim dość szeroką doliną przez wieś Gładyszów. Przybiera wiele drobnych dopływów lewobrzeżnych ze stoków Popowych Wierchów i prawobrzeżnych spod Wierchu Wirchne. Jedynym większym dopływem jest prawobrzeżny Krzywy Potok spod Magury Małastowskiej. Uchodzi do Zdyni w Smerekowcu, na wysokości ok. 447 m n.p.m.